# Pogrom de Rintfleisch
Le pogrom de Rintfleisch est une émeute dirigée contre les Juifs d'Allemagne en 1298.

## Déroulement
En 1298, les Juifs de la ville de Röttingen en Franconie sont accusés d'avoir obtenu et désacralisé des hosties (une accusation fréquente contre les Juifs au Moyen Âge, née dans les suites des légendes de crime de sang et des croisades, au cours desquelles des dizaines de milliers de Juifs ont été massacrés ou ont préféré se suicider avec leurs enfants plutôt que d'abjurer leur foi). Un certain Sire Rintfleisch, qui d'après les sources, serait un pauvre chevalier ou un boucher (Rindfleisch signifie « viande de bœuf » en allemand), croit avoir reçu une mission du ciel pour venger ce sacrilège et exterminer la « race maudite des Juifs. » Il réunit autour de lui une foule surexcitée et envoie tous les Juifs de Röttingen  au bûcher, le 20 avril 1298. Puis, avec sa foule, il se rend de ville en ville et tue tous les Juifs qu'il trouve, anéantissant les  communautés juives de Rothenburg ob der Tauber, Wurtzbourg (le 24 juillet), Nördlingen et Bamberg.
L'autorité impériale, traditionnellement concernée par la protection des Juifs est temporairement affaiblie, due à une rivalité sanglante entre le roi Adolphe de Nassau et son rival Albert d'Autriche. 
À Nuremberg, les Juifs trouvent refuge dans la forteresse et sont aidés par des citoyens chrétiens, mais le 1er août, Rintfleisch bouscule les défenseurs et massacre les Juifs. Le Nürnberger Memorbuch (Livre de la mémoire), contient les noms de nombreux Juifs assassinés et parmi eux Mordekhaï ben Hillel, disciple de Meïr de Rothenburg, avec sa femme et ses enfants. Seules les communautés de Ratisbonne et d'Augsbourg, protégées par les magistrats de leur ville, échappent au massacre. Se répandant de la Franconie à la Bavière et à l'Autriche, les émeutiers détruisent 146 communautés juives et tuent au moins 4 000 à 5 000 Juifs, dont 3 441 sont connus par nom.  
Le roi Albert Ier ayant finalement vaincu Adolphe et pris la couronne, fait arrêter et pendre Rintfleisch. Les villes où les Juifs ont été tués sont forcées de payer une amende au roi pour ne pas avoir su les protéger. Le centre juif d'Allemagne commence à se déliter, à la suite de l'émigration vers l'Europe de l'Est.

## Au sujet du terme
Le terme pogrom de Rintfleisch n'est pas celui utilisé à l'époque, car le nom pogrom est un mot russe qui n'existait pas à cette époque avec sa signification actuelle et qui de toute façon n'était certainement pas connu en Allemagne.  

## Source
Cet article contient des extraits de l'article « RINDFLEISCH » par Gotthard Deutsch & S. Mannheimer de la Jewish Encyclopedia de 1901–1906 dont le contenu se trouve dans le domaine public.